# Winzendorf-Muthmannsdorf
Winzendorf-Muthmannsdorf osztrák mezőváros Alsó-Ausztria Bécsújhelyvidéki járásában. 2020 januárjában 1866 lakosa volt. 

## Elhelyezkedése

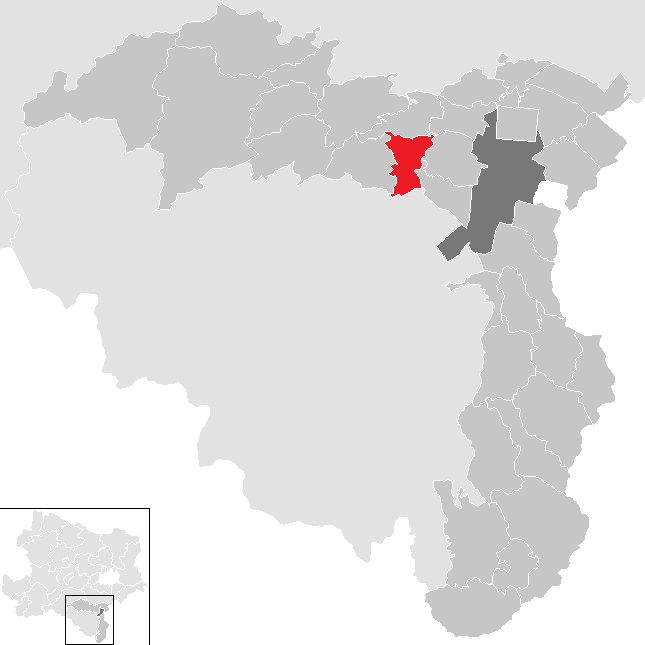
Winzendorf-Muthmannsdorf a Bécsújhelyvidéki járásban

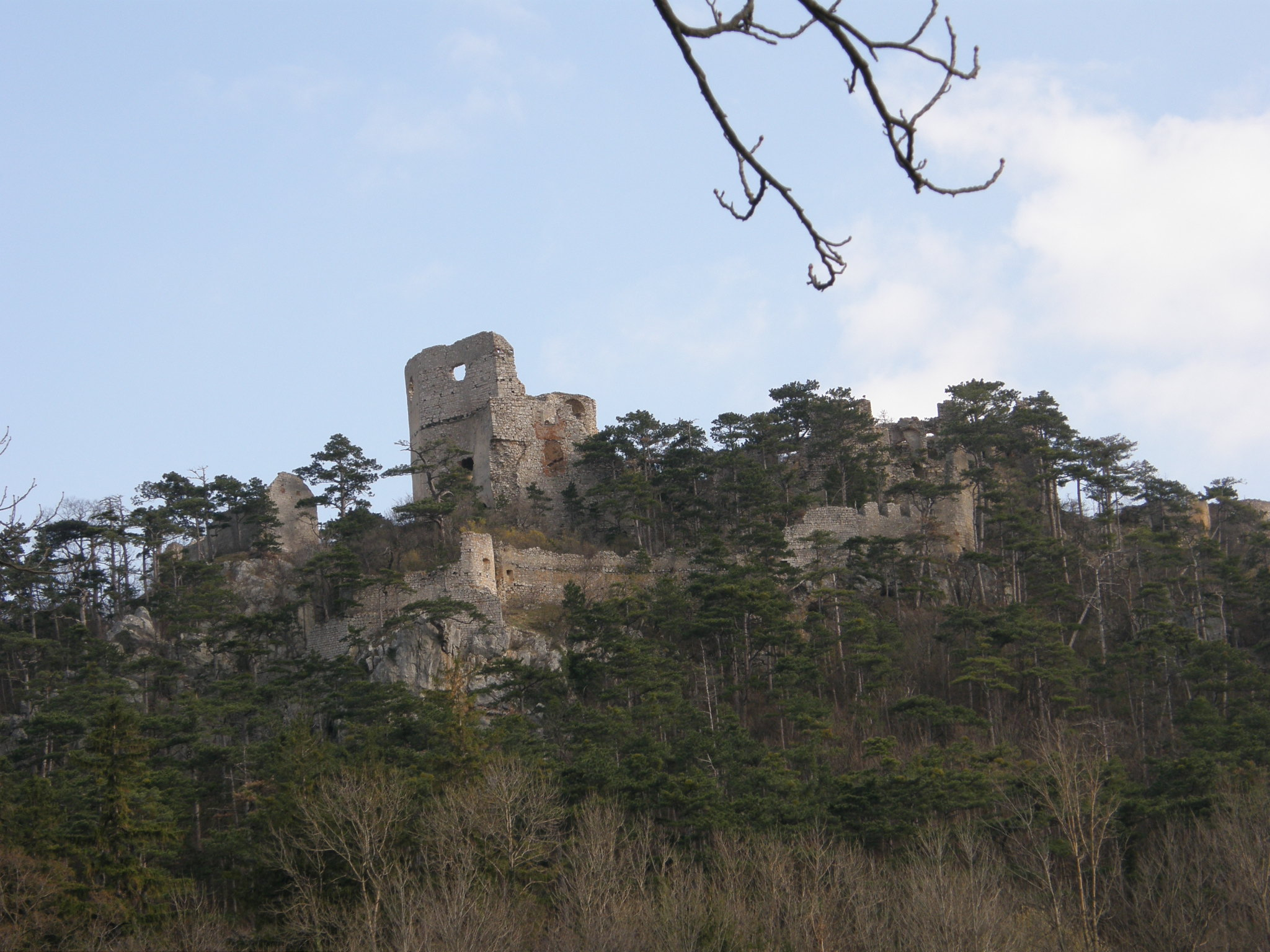
Az emmerbergi várrom

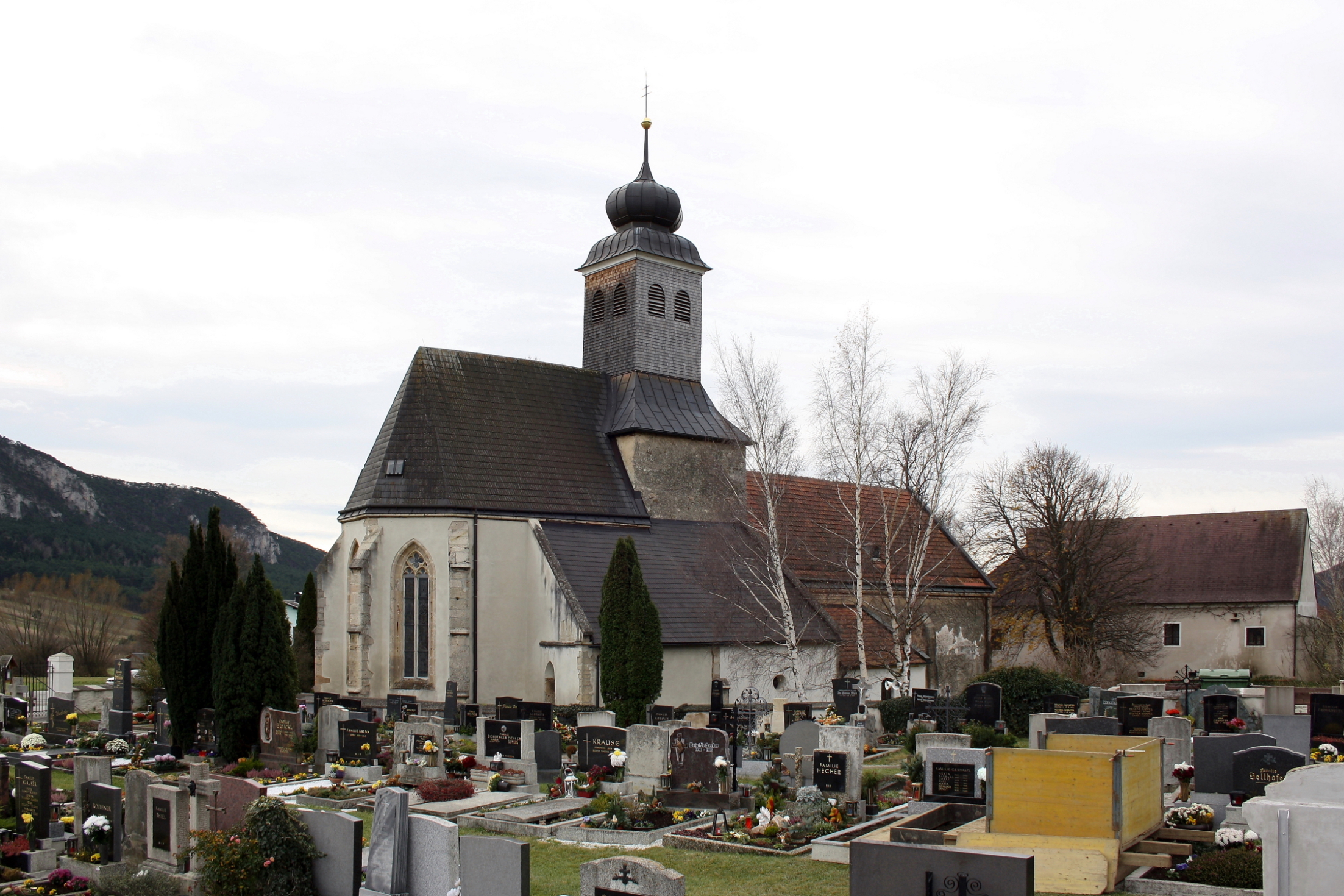
A Moosi Szt. Péter-plébániatemplom

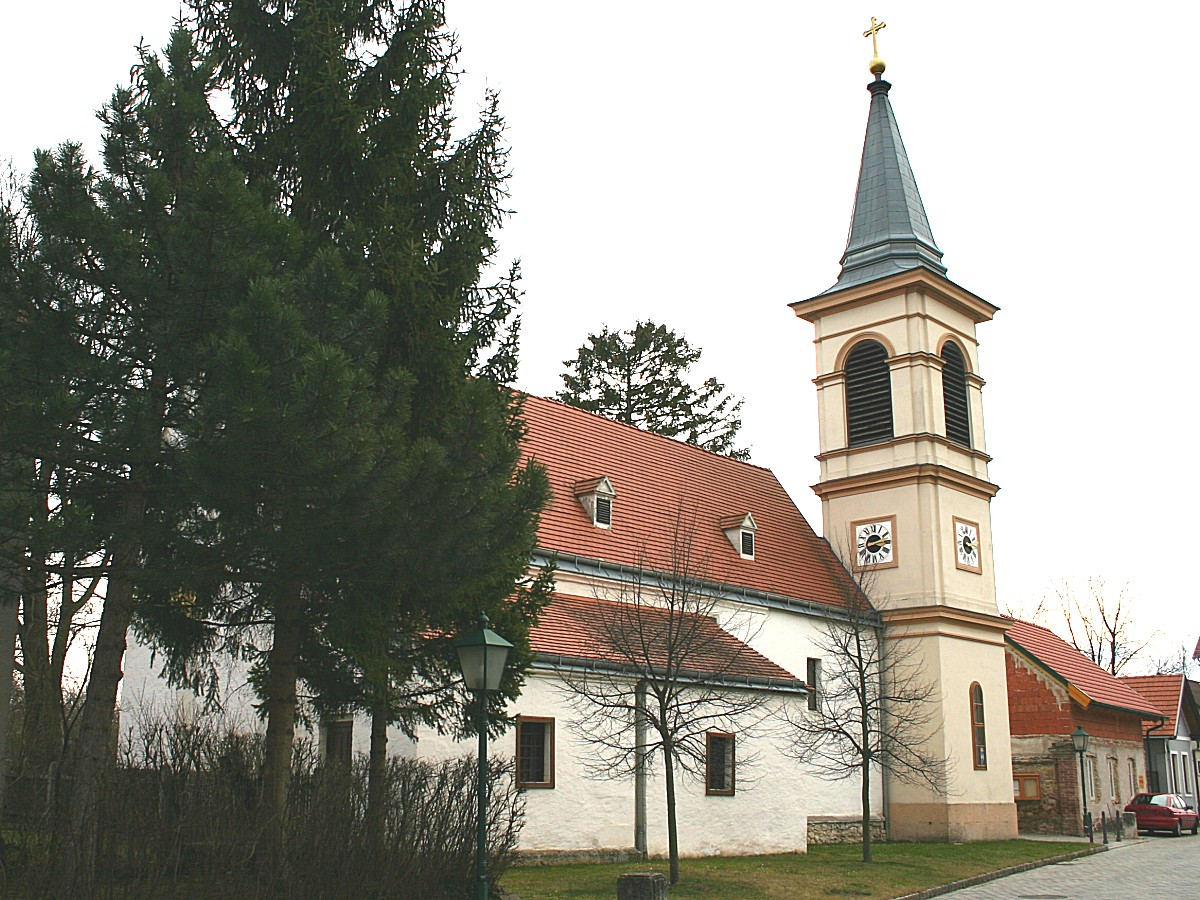
A Mária mennybevétele-templom

Winzendorf-Muthmannsdorf a tartomány Industrieviertel régiójában fekszik a Gutensteini-Alpok és a Bécsi-medencéhez tartozó Steinfeld-síkság találkozásánál, a Frauenbach folyó mentén. Területének 54%-a erdő, 34% áll mezőgazdasági művelés alatt. Az önkormányzat 3 településrészt és falut egyesít: Emmerberg (70 lakos 2020-ban), Muthmannsdorf (516 lakos) és Winzendorf (1280 lakos). A kataszteri közösségek Emmerberg, Muthmannsdorf és Winzendorf.
A környező önkormányzatok: nyugatra Hohe Wand, északra Markt Piesting, keletre Bad Fischau-Brunn, délkeletre Weikersdorf am Steinfelde, délre Sankt Egyden am Steinfeld.

## Története
Muthmannsdorfot először egy 1107-1122 között keletkezett oklevélben említik először. Winzendorf nevét először 1157-1163 között jegyezték fel egy szőlőhegyi tulajdonjogi vitát lezáró püspöki oklevélben. Muthmannsdorf a starhembergi uradalomhoz tartozott. Egy 1438-as urbárium "Mutmanntarff"-ban 19 portát számlált össze, míg egy 15. századi dokumentum 13 házat említ a Stubenberg-családhoz tartozó Winzendorfban. 
A 18. században Muthmannsdorf már rendelkezett egyházközségi iskolával, míg a winzendorfi gyerekeknek St. Egydenbe kellett bejárniuk. A század végén Muthmannsdorfban 52, míg Winzendorfban csak 19 házat számláltak össze, ám az előbbi ekkorra szinte teljesen kihasználta a beépíthető területet, így Winzendorf a 19. század végére beérte, majd a Schneebergbahn vasút 1890-es megépítésével túlszárnyalta szomszédját. 1850 körül cementgyárat alapítottak Muthmannsdorfban, amelynek kiszolgálására nyitották meg a winzendorfi mészkőbányát (amely ma is messziről látszik a település fölötti hegyoldalban). Idővel a vasút mentén fekvő bánya nyereségesebbnek bizonyult, az üzemet be is zárták.
Az 1848-as reformokat követően 1854-ben megalakult Winzendorf, Muthmannsdorf és Emmerberg különálló községe. Emmerberg egyedül nem bizonyult életképesnek,. ezért már 1865-ben csatlakozott Muthmannsdorfhoz; 1880-ban viszont átkerült Winzendorfhoz. 
A második világháború végén a Vörös Hadsereg 1945 húsvétján foglalta el Winzendorfot, egy nappal később pedig szomszédját. A harcok során az előbbiben 32 ház leégett, az utóbbiban 17 ház teljesen, 45 részlegesen elpusztult. Muthmannsdorfban Johann Zwickl kőművest választották polgármesternek, akit szovjet katonák 1945 októberében megöltek. 
A két község 1969-ben egyesült Winzendorf-Muthmannsdorf néven. Az új önkormányzatot 1977-ben mezővárosi rangra emelték. 

## Lakosság
A Winzendorf-Muthmannsdorf-i önkormányzat területén 2020 januárjában 1866 fő élt. A lakosságszám 1991 óta gyarapodó tendenciát mutat. 2018-ban az ittlakók 93,2%-a volt osztrák állampolgár; a külföldiek közül 1,9% a régi (2004 előtti), 2,8% az új EU-tagállamokból érkezett. 1,1% a volt Jugoszlávia (Szlovénia és Horvátország nélkül) vagy Törökország, 1% egyéb országok polgára volt. 2001-ben a lakosok 77,6%-a római katolikusnak, 2,9% evangélikusnak, 3,7% mohamedánnak, 12,7% pedig felekezeten kívülinek vallotta magát. Ugyanekkor 11 magyar élt a mezővárosban; a legnagyobb nemzetiségi csoportokat a németek (92,5%) mellett a törökök alkották 1,7%-kal. 
A népesség változása:
| Lakosok száma | 1890 | 1877 | 1881 |
|               | 2016 | 2018 | 2021 |

## Látnivalók
- Emmerberg várának romjai
- a winzendorfi Mária mennybevétele-templom
- a muthmannsdorfi Moosi Szt. Péter-plébániatemplom
- Ausztria legnagyobb dinoszauruszfosszília-lelőhelye Muthmannsdorfban van. Helyben a másolatokat lehet megtekinteni, az eredetiek a bécsi Természettudományi Múzeumban találhatóak.
- az engelsbergi geotóp a volt mészkőbányában

## Fordítás
- Ez a szócikk részben vagy egészben  a   Winzendorf-Muthmannsdorf című német Wikipédia-szócikk ezen változatának fordításán alapul.  Az eredeti cikk szerkesztőit annak laptörténete sorolja fel. Ez a jelzés csupán a megfogalmazás eredetét és a szerzői jogokat jelzi, nem szolgál a cikkben szereplő információk forrásmegjelöléseként.